# Reczani
Reczeni, Rečeni (maced. Речани) – wieś w północno-wschodniej Macedonii Północnej, w gminie Koczani.